# Xanthorhoe candidata
Xanthorhoe candidata là một loài bướm đêm trong họ Geometridae.